# Taiyō
Taiyō (jap. 大鷹 Taiyō) – japoński lotniskowiec z okresu II wojny światowej.
W 1940 r., w obliczu zbliżającej się wojny Japońska Cesarska Marynarka Wojenna zdecydowała się powiększyć liczbę lotniskowców, przebudowując jednostki cywilne. Do przebudowy wybrano trzy duże statki pasażerskie o wyporności 17 100 ton budowane dla przedsiębiorstwa żeglugowego Nippon Yūsen. Jednostki otrzymały nazwy: "Taiyō", „Unyō” i "Chūyō". Ze względu na ograniczoną prędkość i spełnianą rolę można zaklasyfikować te okręty jako lotniskowce eskortowe, choć były nieco większe niż ich odpowiedniki we flocie brytyjskiej czy amerykańskiej. 
Przebudowa przebiegała stosunkowo szybko. Każdy z nich został wykończony w ciągu sześciu miesięcy. Było to możliwe dzięki temu, że zachowano oryginalne maszyny oraz to, że jednostki zostały przejęte przed ukończeniem ich w swej pierwotnej postaci. 
"Taiyō" był wykorzystywany głównie jako transportowiec samolotów oraz do szkolenia załóg. Sporadycznie wykorzystywano go także do osłony powietrznej, zwłaszcza jeśli chodziło o szczególnie ważne konwoje. Przez pewien czas osłaniał superpancernik "Yamato". 18 sierpnia 1944 "Taiyō" został zatopiony niedaleko Filipin przez okręt podwodny USS "Rasher".